# Антена
Антена (лат. antenna: једрени крст) електронска је компонента која је дизајнирана да шаље или прима радио таласе. Специфичније, антена је аранжман вођица дизајнираних да зрачи (преноси) електромагнетско поље као одговор на примијењену измјеничну електромоторну снагу и повезаном наизмјеничном струјом. Ако се стави антена у електромагнетско поље, она производи наизменични напон (пријем) као одговор на ово поље. У процесу њихове градње и испитивања, користе се тзв. глуве собе.
Антена је активни или пасивни електромагнетски уређај или део који у склопу с неким електроничким уређајима (на пример радијским или радарским одашиљачима и пријемницима) претвара електромагнетску енергију, везану уз водове или таласоводе, у просторни електромагнетски талас или обратно. То се делотворно постиже само у одређеном фреквенцијском подручју за које је антена намењена, те се с тим у вези антене могу поделити на резонантне или ускопојасне и апериодске или широкопојасне. Облик и изведба антене зависи од енергије којом се побуђује, а посебно од таласне дужине за коју је пројектирана. Одашиљачка антена претвара једнодимензионални талас из преносне структуре (коаксијалне линије или таласовода) у тродимензионални просторни талас, усмеравајући при томе енергију у жељеном смеру. Пријемна антена прима електромагнетску енергију зависно од јачине поља које долази до антене. 
Прве антене изградио је 1888. немачки физичар Хајнрих Херц у својим пионирским експериментима да докаже постојање таласа предвиђених електромагнетном теоријом Џејмса Клерка Максвела. Херц је поставио диполне антене у жаришну тачку параболичких рефлектора за пренос и за пријем. Почевши од 1895. Гуљелмо Маркони је започео развој антена практичних за бежичну телеграфију на даљину, за шта је добио Нобелову награду.

## Терминологија
Порекло речи антена у контексту бежичног апарата приписује се италијанском радио пиониру Гуљелму Марконију. У лето 1895. Маркони је почео да тестира свој бежични систем на отвореном на очевом имању у близини Болоње и убрзо је почео да експериментише са дугачким жичаним „антенама“ окаченим на стуб. На италијанском је стуб за шатор познат као l'antenna centrale, а стуб са жицом се једноставно звао l'antenna. До тада бежични зрачећи елементи за пренос и пријем били су познати једноставно као „терминали”. Због његове проминентности, Марконијева употреба речи антена се проширила међу истраживачима и ентузијастима бежичне мреже, а касније и у широј јавности.
Антена се може у ширем смислу односити на цео склоп укључујући потпорну структуру, кућиште (ако постоји) итд, поред стварних компоненти које носе РФ струју. Пријемна антена може да садржи не само пасивне металне пријемне елементе, већ и интегрисано претпојачало или миксер, посебно на и изнад микроталасних фреквенција.

## Преглед
Антене су потребне сваком радио пријемнику или предајнику да споје своју електричну везу са електромагнетним пољем. Радио таласи су електромагнетни таласи који преносе сигнале кроз ваздух (или кроз свемир) брзином светлости без скоро никаквих губитака у преносу.
Антене се могу класификовати као омнидирекционе, које зраче енергију приближно подједнако у свим хоризонталним правцима, или усмерене, где су радио таласи концентрисани у неком правцу. Такозвана бим антена је једносмерна, дизајнирана за максималан одзив у правцу друге станице, док су многе друге антене намењене за услуживање станица у различитим правцима, али нису посве омнидирекционе. Пошто су антене подложне реципроцитету, исти образац зрачења се примењује на пренос као и на пријем радио таласа. Хипотетичка антена која зрачи подједнако у свим вертикалним и свим хоризонталним угловима назива се изотропни радијатор, међутим оне не могу постојати у пракси нити би биле посебно пожељне. За већину земаљских комуникација, радије, постоји предност у смањењу радијације према небу или земљи у корист хоризонталних праваца. Диполна антена која је хоризонтално оријентисана не шаље енергију у правцу проводника – то се назива нулта антена – али је употребљива у већини других праваца. Више таквих диполних елемената може се комбиновати у антенски низ као што је Јаги-Уда како би се фаворизовао један хоризонтални правац, тако назван сноп антена.

## Реципроцитет
Фундаментално својство антена је да је већина електричних карактеристика антене, попут оних описаних у следећем одељку (нпр. појачање, образац зрачења, импеданса, пропусни опсег, резонантна фреквенција и поларизација), иста без обзира да ли антена емитује или прима. На пример, „образац пријема” (осетљивост на долазне сигнале као функција смера) антене када се користи за пријем је идентичан обрасцу зрачења антене када се покреће и функционише као радијатор, иако струја и дистрибуције напона на самој антени су различите за пријем и слање. Ово је последица теореме реципроцитета електромагнетике. Стога, у расправама о својствима антене обично се не прави разлика између терминологије пријема и одашиљања, а антена се може посматрати или као одашиљачка или пријемна, шта год је погодније.
Неопходан услов за претходно поменуто својство реципроцитета је да су материјали у антени и медијуму за пренос линеарни и реципрочни. Реципрочно (или билатерално) значи да материјал има исти одговор на електричну струју или магнетно поље у једном смеру, као и на поље или струју у супротном смеру. Већина материјала који се користе у антенама испуњава ове услове, мада неке микроталасне антене користе високотехнолошке компоненте као што су изолатори и циркулатори, направљени од нереципрочних материјала као што је ферит. Они се могу користити да би се антени дало другачије понашање при пријему него при одашиљању, што може бити корисно у апликацијама као што је радар.

## Параметри антена
- Поларизација - описује криву вектора електричног поља које антена зрачи, односно прима. Антена не може примати ортогоналну поларизацију. За истоветне поларизације таласа и пријемне антене постиже се максимални пренос енергије.
- Дијаграм зрачења - описује расподелу густине снаге на површини кугле (у далекој зони), односно смерове главних и секундарних латица.
- Угао усмерености - угао око главног смера зрачења унутар којег зрачена снага не пада испод половине снаге зрачења у главном смеру.
- Ширина снопа - угао који омеђује главну латицу (угао између првих нул-тачака у дијаграму зрачења).
- Усмереност - описује колика је количина енергије усмерена унутар неког угла у смеру најјачег зрачења у односу на све друге смерове.
- Добитак - говори колико више снаге треба израчити из изотропног радијатора да би на истој удаљености постигла једнака густина снаге као код посматране антене.
- Потискивање секундарних латица - однос јачине поља у смјеру максималног зрачења и јачине поља у смеру максимума највеће секундарне латице.
- Импеданса - однос напона и струје на прикључницама антене. Ако се антена налази у слободном простору далеко од блиских објеката, ради се о властитој импенданцији антене.

## Врсте антена
Пасивне антене су направљене од реципрочних елемената и могу се користити и као пријемне и као одашиљачке. Активне антене (паметне, адаптивне антене) садрже електронске елементе који им омогућују да мењају дијаграм зрачења, смер снопа, и тако даље. Линеарне антене су најчешће жичане, занемаривог пресека те се посматрају као једнодимензионе. Користе се у нижем фреквенцијском подручју (угрубо, испод 1 GHz). Површинске антене зраче својом површином. Оне се могу посматрати као дводимензионе и користе се у микроталасном фреквенцијском подручју (угрубо, изнад 1 GHz). Ускопојасне антене су резонантне, с малом ширином фреквенцијског подручја које покривају (до 10% фреквенцијске носиоца). Широкопојасне антене покривају широко фреквенцијско подручје те су стога најчешће пријемне. 

### Дуготаласне одашиљачке антене
Дуготаласне одашиљачке антене, а од дугих је према краћим таласним дужинама и текао историјски развој радиотехнике, па према томе и развој антена, систем су водоравних проводника, изоловано постављених на стубовима. Средњоталасне антене разапети су изоловани проводници или нормални решеткасти стубови. Дуготаласне и средњоталасне антене зраче површински и просторни талас, што у удаљеним подручјима узрокује нестајање пријама (названо feding, према енгл. fading), јер се просторни талас након рефлексије од јоносфере, долазећи у противфази, поништава с површинским таласом. Зато су антене за минимално зрачење просторног таласа назване антифејдинг-антене.

### Краткоталасне антене
Краткоталасне антене зраче углавном само просторни талас и служе за одашиљање у одређеном смеру и за одређено подручје (на пример за међуконтиненталне комуникације). У ту се сврху примењују усмерене антене. Њихово се деловање темељи на употреби активног емитера и неколико пасивних делова којима се зрачење у жељеном смеру збраја, а у нежељеноме поништава. Такви су системи састављени од низа вертикалних антена, или су то ромбичне антене или диполне антене с рефлектором.

### Електрични дипол
Електрични дипол је антена састављена од два линеарна проводника постављена противсмерно, с напајањем у средини.

### Ултракраткоталасне антене
Ултракраткоталасне антене, којима се одашиљу електромагнетни таласи за пренос телевизијских програма и фреквенцијски модулисаних тонских програма (UKV), већином су с водоравним усмерењем, јер је домет електромагнетских таласа тих таласних дужина само нешто већи од оптичке видљивости, па одашиљање у широком нормалном углу нема смисла. То су или нормални низови кружних дипола за водоравно кружно одашиљање или диполи с рефлекторима, такође у нормалном низу, с могућношћу давања предности појединим водоравним смеровима. Могу се применити и магнетски диполи и хеликоидне антене. Пријемне су антене углавном савијени диполи с рефлектором и неколико директора (Јаги-Удине антене). Рефлектори и директори пасивни су проводници побуђени зрачењем из дипола, који је у том смислу активни део, то јест део који се побуђује енергијом из одашиљача кад антена служи за одашиљање.

### Микроталасне антене
Микроталасне антене, углавном за центиметарске и краће таласе, врло су често отворне антене. То су, на пример, отворени крај таласовода, левкасте антене и антене с прорезима. Ради бољег усмеравања зрачења додаје се таквим антенама, а и другима, рефлектор (рефлекторске антене). Рефлектор се израђује од лима или металне мреже равнога, угаоног или параболичног облика (као исечак параболоида или параболичног ваљка). Такве се антене примјењују у првоме реду у телекомуникацијским системима за усмерене везе. Радари имају ротирајуће рефлекторске антене. Антене за сателитске комуникације, обично у фреквенцијском подручју 3,4 до 4,2 GHz и 10,7 до 12,7 GHz, већином су с параболичним рефлекторима, којима је у жаришту антенски емитер, такозвани илуминатор. Одашиљачке антене тога типа врло добро усмеравају одаслани микроталасни сноп. У пријемним антенама примљени се сноп скупља у жаришту, у којем се налази емитер који служи као пријемни елемент. Из њега се таласоводом води талас у нискошумни претварач, који га појачава и преводи у ниже фреквенцијско подручје, те даље у пријемник. Промери параболичних рефлектора или антена зависе од намене, а могу бити од 0,3 метра до више од 30 метара.

### Плочасте антене
У новије се доба примењују и нископрофилне плочасте антене, које се производе наношењем метала на танке пластичне, керамичке или полуводичке подлоге. Врло су мале масе, обима и висине. Посебно су погодне за примену у покретним комуникацијама, јер се врло једноставно уклапају у оплату ваздухоплова, других летелица, моторних возила и слично, а да притом не смањују аеродинамичност. Осим тога, погодне су за серијску производњу уобичајеним фотолитографским поступком за принтане водове.

### Активне антене
У покретним комуникацијама и радарским системима користе се и такозване одашиљачке и пријемне активне антене које, уз додатак електронских склопова за управљање, могу аутоматски мењати поларизацију и смер главног зрачења, а потискивати зрачење из смера сметајућих сигнала. То радиокомуникацијским системима даје велику прилагодљивост (флексибилност) и омогућује вишеструко искориштавање фреквенцијског спектра и смањење израчене снаге.

## Отворено електрично осцилаторно коло
Код затвореног осцилаторног кола скоро је сва енергија сакупљена у диелектрику кондензатора, а магнетска у завојници. Удаљују ли се плоче кондензатора једна од друге, електричне силнице се продужују и расипају. Када се плоче сасвим удаље, а завојница растегне, затворени осцилаторни круг поприма облик испруженог електричног проводника с плочама кондензатора на крајевима. Такав испружени проводник зове се отворени осцилаторни круг. 
Он не мора да буде на крајевима плоче кондензатора, већ је капацитет и индуктивитет распоређен уздуж самога проводника, а у средини се напаја из неког извора високе фреквенције, на пример преко индуктора и искришта. Доња жица се може чак испустити и заменити добро проводљивом земљом. У том се случају може електрично поље утврдити и на већим даљинама од осцилаторног круга, па се каже да долази до исијавања или емисије електромагнетске енергије. Оваква жица, нормално испружена, зове се антена.